# Esporte Clube Primavera
L'Esporte Clube Primavera, noto anche semplicemente come Primavera, è una società calcistica brasiliana con sede nella città di Indaiatuba, nello stato di San Paolo.

## Storia
Il club è stato fondato il 27 gennaio 1927 dopo la fusione tra due club locali chiamati Indaiatubano Futebol Clube e Primavera Futebol Clube. Il Primavera ha vinto il Campeonato Paulista Segunda Divisão nel 1977 e il Campeonato Paulista Série B2 nel 2001. Il club strinse un accordo con il club spagnolo del Racing Santander nel 2007 e cambiò il nome in Real Racing Primavera. Dopo che l'accordo terminò, il club tornò a chiamarsi Esporte Clube Primavera.

## Palmarès

### Competizioni statali
- Campeonato Paulista Segunda Divisão: 2

1977, 2018
- Campeonato Paulista Série B2: 1

2001